# Antonio Jiménez Luján
Pour les articles homonymes, voir Jiménez.
Antonio Jiménez Luján, né le 5 novembre 1950 à Turís, est un coureur cycliste espagnol, professionnel de 1974 à 1976.

## Palmarès
- 1974
  - Ronde du Maestrazgo
  - 3ea étape du Tour d'Aragon
  - 3e du Tour d'Aragon
- 1976
  - Prologue du Tour du Levant

## Résultats sur les grands tours

### Tour d'Espagne
2 participations
- 1975 : 27e
- 1976 : 44e